# Shabelkivka
Shabelkivka (en ucraniano: Шабельківка; en ruso: Шабельковке, romanizado: Shabelkovke) es un asentamiento de tipo urbano ucraniano perteneciente al óblast de Donetsk. Situado en el este del país, forma parte del raión de Kramatorsk y del municipio (hromada) de Shabelkivka.

## Geografía
El asentamiento de Shabelkivka está ubicado a orillas del río Mayachka, a unos 10 kilómetros al oeste de Kramatorsk y 100 kilómetros al noroeste de Donetsk.

## Historia
La slobodá de Shabelkivka fue mencionado por primera vez por escrito en 1767, fundada por Iván Shabelski. El nombre Shabelkivka se deriva del apellido de la familia de terratenientes Shabelski.
Shabelkivka recibió el estatus de asentamiento de tipo urbano el 15 de noviembre de 1938.
Durante la Segunda Guerra Mundial, Shabelkivka estuvo bajo ocupación alemana en 1941-1943.
En junio de 2009, se llevó al asentamiento un gasoducto que había estado en construcción desde la década de 1980. Durante la guerra del Dombás, el 21 de junio de 2014 los residentes del pueblo ahuyentaron a los militantes armados y desmantelaron un puesto de control instalado por los sublevados. En respuesta, los separatistas prorrusos llevaron a cabo una operación punitiva contra los vecinos que demolieron el puesto de control, secuestrando a algunos de ellos.

## Demografía
La evolución de la población entre 1970 y 2021 fue la siguiente:
| 3100                                                          | 2602 | 2302 | 2149 | 4412 | 4330 | 4267 | 1944 |
| (Fuente: Cities & Towns of Ukraine y UKRAINE: Größere Städte) |      |      |      |      |      |      |      |

Según el censo de 2001, la lengua materna de la mayoría de los habitantes, el 50,32%, es el ruso; del 48,42% es el ucraniano.

## Economía
Aquí se exploró el depósito de Shabelkivskoye, donde se extrae arena de moldeo. También hay granjas con viveros de frutas y hortalizas, y de productos lácteos.  